# Banu Dhubyan
I  Banū Dhubyān (in arabo بنو ذبيان‎?) furono una tribù araba beduina adnanita della regione del Ḥijāz (Penisola Araba). Facevano parte della più ampia schiatta dei B. Ghaṭafān.
In buona parte cristiani, i Dhubyān combatterono una guerra quarantennale contro i Banu Fazara prima della comparsa dell'Islam (la cosiddetta "Guerra di Dāḥis e Ghabrāʾ").
Tra i suoi membri più famosi figura il poeta della jāhiliyya al-Nābigha al-Dhubyānī.